# Dide
Dide (en serbe cyrillique: Диде) est un village du sud du Monténégro, dans la municipalité de Cetinje. Ce village ne compte plus d'habitant d'après le recensement de 2003.

## Démographie

### Évolution historique de la population[1]
| 1948 | 1953 | 1961 | 1971 | 1981 | 1991 | 2003 |
| ---- | ---- | ---- | ---- | ---- | ---- | ---- |
| 49   | 52   | 38   | 26   | 13   | 1    | 0    |